# Mur, Novi Pazar
Mur (izvirno srbsko Мур) je naselje v Srbiji, ki upravno spada pod Mesto Novi Pazar; slednja pa je del Raškega upravnega okraja.

## Demografija
V naselju živi 2244 polnoletnih prebivalcev, pri čemer je njihova povprečna starost 29,5 let (28,8 pri moških in 30,2 pri ženskah). Naselje ima 704 gospodinjstev, pri čemer je povprečno število članov na gospodinjstvo 4,84.
|  |

| Demografija | Demografija     | Demografija     |
| Leto        | Št. prebivalcev | Št. prebivalcev |
| ----------- | --------------- | --------------- |
|             |                 |                 |
|             |                 |                 |
|             |                 |                 |
|             |                 |                 |
| 1948        | 584             |                 |
| 1953        | 682             |                 |
| 1961        | 834             |                 |
| 1971        | 920             |                 |
| 1981        | 1021            |                 |
| 1991        | 2759            | 2631            |
| 2002        | 3823            | 3407            |
|             |                 |                 |

| Etnična sestava po popisu iz leta 2002 | Etnična sestava po popisu iz leta 2002 | Etnična sestava po popisu iz leta 2002 | Etnična sestava po popisu iz leta 2002 | Etnična sestava po popisu iz leta 2002 |
| -------------------------------------- | -------------------------------------- | -------------------------------------- | -------------------------------------- | -------------------------------------- |
| Bošnjaki                               | Bošnjaki                               |                                        | 3.355                                  | 98,47%                                 |
| Srbi                                   | Srbi                                   |                                        | 32                                     | 0,93%                                  |
| Muslimani                              | Muslimani                              |                                        | 11                                     | 0,32%                                  |
| Makedonci                              | Makedonci                              |                                        | 1                                      | 0,02%                                  |
| Bunjevci                               | Bunjevci                               |                                        | 1                                      | 0,02%                                  |
| Bolgari                                | Bolgari                                |                                        | 1                                      | 0,02%                                  |
| Jugoslovani                            | Jugoslovani                            |                                        | 1                                      | 0,02%                                  |
| Neznano                                | Neznano                                |                                        | 3                                      | 0,08%                                  |